# Federación Nacional de Ajedrez de México
La Federación Nacional de Ajedrez de México o (FENAMAC), es el órgano que administra, regula y avala todas las actividades oficiales en relación con el ajedrez en México. Es la organización oficial en ese país conformado por 35 asociaciones y se encuentra afiliada a la FIDE, la CAA, la CONADE, la CODEME y al COM. Su presidente para 2024-2028 es Raúl Enrique Hernández Hernández.

## Eventos
La FENAMAC organiza anualmente dos principales eventos en México, el más importante de ellos es el "Abierto Mexicano de Ajedrez". Este evento, se realiza con el fin de incluir a la mayor cantidad de ajedrecistas del país en sus diversas categorías que van desde las infantiles: sub-8, sub-10, sub-12, sub-14, sub-16 y sub-18 en las ramas absolutas y femeniles; asimismo, cuentas con categorías de acuerdo al índice de audiencia de juego, que van desde 4.ª. Fuerza (menos de 1500 y no clasificados), 3.ª. Fuerza (menos de 1700), 2.ª. Fuerza (menos de 1900) y 1.ª. Fuerza o Categoría Internacional (Abierta), en la cual pueden participar cualquier jugador clasificado con cualquier índice de audiencia o cualquiera no clasificado. El Abierto Mexicano de Ajedrez también cuenta con la categoría abierta Femenil.

## Asociaciones
La FENAMAC tiene afiliadas a 35 asociaciones, de las cuales 32 son las correspondientes a cada una de las entidades federativas, 1 de ellas es institucional y 2 son universitarias, las cuales compiten en igualdad de circunstancias y jerarquías.

### Asociaciones Estatales
- Asociación de Ajedrez de Aguascalientes Presidente Ricardo López García
- Asociación de Ajedrecistas de Baja California Presidente Obed Sánchez Reyes
- Asociación Estatal de Ajedrez de Baja California Sur Presidente  Rigoberto Loya Ibarra
- Asociación de Ajedrez del Estado de Campeche Presidente José Manuel Barrada
- Asociación de Ajedrez del Estado de Chiapas Presidente Obdulio Enrique Velásquez González
- Asociación Estatal de Ajedrez de Chihuahua Presidente David Encinas Varela
- Asociación de Ajedrez del Estado de Coahuila Presidente Eduardo Aguilar
- Asociación de Ajedrez del Estado de Colima Presidente  José Arturo Ali Ibarra
- Asociación de Clubes de Ajedrez del Distrito Federal Presidente
- Asociación Estatal de Ajedrez de Durango Presidente Karla Teresa Solís Luna
- Asociación Estatal de Ajedrez del Estado de México Presidente Enrique Zaragoza Martínez
- Asociación de Ajedrecistas de Guanajuato Presidente  José Manuel Juárez Vázquez
- Asociación de Ajedrez de Guerrero Presidente Víctor Manuel Trigo Dolores
- Asociación de Ajedrecistas de Hidalgo Presidente José María Ancona Fraga
- Asociación de Ajedrez del Estado de Jalisco Presidente Sergio Muñoz Ruvalcaba
- Asociación de Clubes de Ajedrez de Michoacán Presidente Horacio Erik Avilés Martínez
- Asociación de Ajedrez del Estado de Morelos Presidente Rubén Canales Inocencio ruben
- Asociación de Ajedrez del Estado de Nayarit Presidente  Iván Omar García Altamirano
- Asociación de Ajedrez del Estado de Nuevo León Presidente Fernando Broca Jiménez
- Asociación de Ajedrecistas del Estado de Oaxaca Presidente Sergio Sánchez Martínez
- Asociación de Ajedrez del Estado de Puebla Presidente Alejandro Gallardo Macías alejandro
- Asociación Queretana de Ajedrez Presidente Rafael Álvarez Navarro
- Asociación de Ajedrecistas de Quintana Roo Presidente Genghiri Isaac Pérez Coral
- Asociación Estatal de Ajedrecistas Potosinos Presidente Eduardo Hernández Guerrero
- Asociación de Ajedrecistas de Sinaloa Presidente Alfredo Bastidas Tirado
- Asociación de Ajedrecistas de Sonora Presidente Marco Antonio Morales
- Asociación de Ajedrez Tabasco Presidente Rubén Jesús Cueva Loria
- Asociación Tamaulipeca de Ajedrez Presidente Felipe Adolfo Salazar Gonzalez
- Asociación de Ajedrecistas de Tlaxcala Presidente Fernando Cortina Montes
- Asociación de Ajedrecistas Veracruzanos  Presidente Daniel Hernández Hernández
- Asociación de Ajedrecistas del Estado de Yucatán Presidente Carlos Enrique Arcila Villanueva
- Asociación de Ajedrecistas del Estado de Zacatecas Presidente Juan Francisco Hernández

### Asociaciones Institucionales
- Asociación de Ajedrez IMSS Valle de México

### Asociaciones Universitarias
- Asociación de Ajedrez del Instituto Politécnico Nacional